# 페덱스 익스프레스 80편 불시착 사고
페덱스 익스프레스 80편 불시착 사고(영어: FedEx Express Flight 80)는 2009년 3월 23일 오전 6시 48분쯤  광저우 바이윈 국제공항을 출발하여 나리타 국제공항에 착륙할 예정이었던 페덱스 익스프레스 80편이 나리타 국제공항의 활주로에 터치다운 후 바운스가 일어나면서 동체가 뒤집히며 항공기가 폭발한 항공사고이다.

## 사건 개요
나리타 국제공항 34L 활주로에 착륙을 시도하던 이 화물기는, 초속 20m의 강풍에 강하율을 제어하기 어려웠다. 착륙조종을 담당한 FO(First Officer, co-pilot)는 매우 피로한 상태였고 터치다운 직전 FLARE가 늦어 터치다운 후 바운스가 발생했다. FO는 바운스를 인지하지 못한 채 요크를 밀어 노즈기어를 접지시키려 했고 이는 바운스로 튀어오른 사고기가 노즈기어부터 활주로에 닿게 만들었다. 뒤이은 노즈기어 바운스에 사고기종 MD-11은 좌측으로 굴러 날개가 부서지며 연료가 폭발하며 화염에 휩싸여 결국 미국인 조종사 2명이 목숨을 잃었다. 이 화물기는 보잉에 합병되기 직전 맥도넬더글러스사가 생산한 MD-11 기종인 것으로 밝혀졌다. 이 사고로 인하여, 나리타 국제공항의 34L 활주로가 폐쇄되어 이 활주로 길이의 반을 겨우 넘는 34R 활주로를 사용하여야 했기 때문에, 일본 도쿄의 나리타에서 출발하는 대륙간 노선 및 대형 여객기의 여객편과 화물편이 결항 혹은 지연되었으며, 당시 착륙할 예정이었던 대형 여객기와 화물기들은 운항이 취소되거나 다른 공항으로 회항하여야만 했다. 한편 미국 연방교통안전위원회에서는 일본 현지에 조사 팀을 파견하였다. 이 사고는 페덱스의 역사상 최초의 사망 사고이며, 1978년 최초 개항 이후 30년 동안 무사고를 기록했던 나리타 국제공항의 최초의 사망 사고이기도 하다.

## 같이 보기
- 중화항공 642편 추락 사고